# Acmaeodera ephedrae
Acmaeodera ephedrae är en skalbaggsart som beskrevs av Barr 1942. Acmaeodera ephedrae ingår i släktet Acmaeodera och familjen praktbaggar. Inga underarter finns listade i Catalogue of Life.